# بلدة ويليامزتاون (ميشيغان)
ويليامزتاون (بالإنجليزية: Williamstown Township, Michigan)‏ هي بلدة تقع بولاية ميشيغان في الولايات المتحدة. تبلغ مساحتها 76.3 (كم²)، وترتفع عن سطح البحر 281 م، بلغ عدد سكانها 4834 نسمة في عام تعداد الولايات المتحدة 2000 حسب إحصاء مكتب تعداد الولايات المتحدة وتصل الكثافة السكانية فيها 63.5 نسمة/كم2.

## وصلات خارجية
- The US50 - Cities and Towns in Michigan State
- Michigan Cities and Towns, Facts, Map, Flag, Colleges, Government, and More